# 西弗里西亚群岛
西弗里西亚群岛（英語：West Frisian Islands），荷兰语中习惯称为荷兰瓦登群岛（荷蘭語：Nederlandse Waddeneilanden），是弗里西亚群岛在荷兰的部分，包括5座有人居住的岛屿和8座无人居住的小岛和沙洲。各主要岛屿上都有大量的从南部瓦登海围出来的圩田。泰瑟尔北部的艾尔兰是一个鸟类自然保护区的一部分。